# 總書記
总书记又称第一书记、总秘书、书记长，是政党的党务或政治领导职位，以共产党、劳动党、社会党和其他左翼政党较多使用。一些政党同时有主席和总书记（第一书记）的职位，两者的职权区分在各个政党中各有不同，例如一些政党不设主席职位，总书记（第一书记）就是政党领袖或党务最高负责人。而另一些政党的主席是政治领袖或党务最高负责人，而总书记（第一书记）是日常党务负责人，即秘书长的职务。
各个政党的总书记（第一书记）隶属的具体党内机构也各有不同，例如中国共产党总书记的正式头衔是中央委员会总书记并由中央委员会选举产生，英国工党总书记兼任全国执行委员会的书记并由全国执行委员会任命，而法国社会党第一书记不隶属任何委员会。
在一党执政的社会主义国家中，总书记在多数情况下是党和国家最高领导人的主要头衔，其地位和权力甚至凌驾于国家元首和政府首脑。

## 历史
和许多近现代社团组织一样，早期的左翼劳工运动组织大都设有“书记”职位，负责组织的具体运作，例如1860年建立的工联伦敦理事会就设有书记职位。作为日常运作的负责人，书记在组织内扮演至关重要的角色，在组织内的实际影响力可能超过名义上的主席或会长。1864年在伦敦设立的国际工人协会（第一国际）也设立了相应的“总书记”（General Secretary）职位。第一国际的总书记是常任职位，负责组织运作，而主席仅在会议召开时推举，因此总书记在组织内有较大的影响力。此后各国的劳工组织、工党、社会党、共产党，以及第二国际、第三国际（共产国际）、社会党国际等大都设有类似的职位，称谓包括“书记”、“党书记”、“总书记”、“第一书记”、“秘书长”等。

## 最高领导人

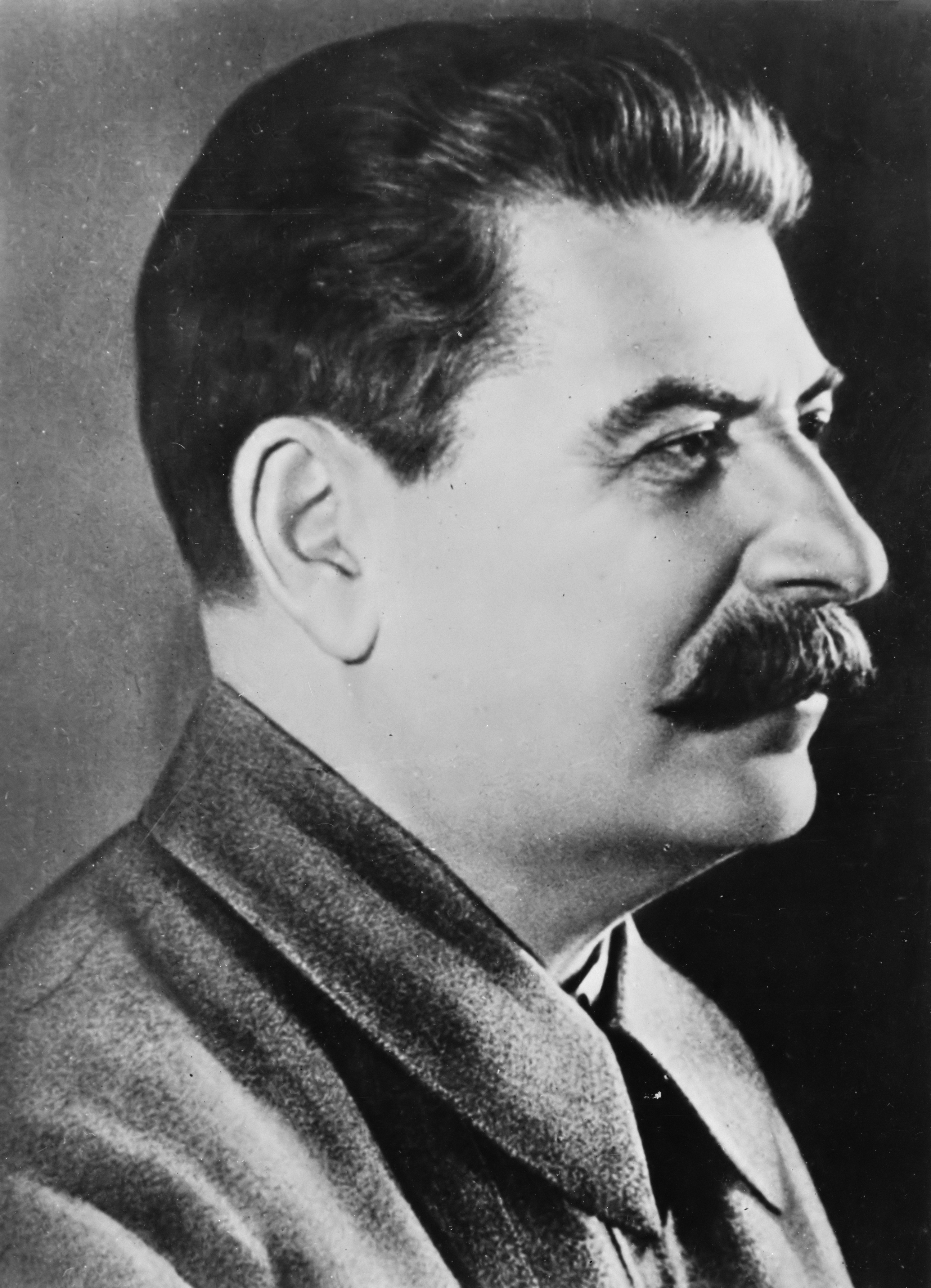
蘇聯共產黨首任总书记史達林

有些时候，政党本身可能同时设有主席、委员长等党魁职务，此时的总书记更多扮演的是秘书长的角色，承担党务工作。称呼总书记主要是为突出党内的合议制和集体领导，不过多数共产党都不设置党主席的职务，总书记实际上扮演政党最高负责人的角色。在共产党领导的社会主义国家多数为一党制的国家，所以总书记一般也相当于这些国家实际上的最高领导人。
由于书记，乃至於总书记，皆只是政党职务，严格意義上不是国家领导人，由以前到现在有不少共产国家的总书记会兼任国家元首（如总统、国家主席、国务委员会主席等）或政府首脑（如总理、部长会议主席等）的职务，以获得代表国家的身份。在一党执政下，执政党对政府的影响力巨大，总书记的单独职务也可以直接行使管治国家的权力，甚至拥有高于国家元首和政府首脑的政治地位。为了贯彻“党指挥枪”，总书记一般还会兼任最高军事统帅。因此在絕大多數情况下，社会主义国家的执政党负责人就是党、国家、政府和军队的最高领导者。 
作为社会主义国家唯一执政党的最高领导人，总书记职务拥有极大的权力，甚至成为独裁者。苏联共产党的末任总书记戈巴契夫在其回忆录的结语写道：“担任苏共中央总书记一职时，我拥有的权力可以和专制帝王相媲美。”

## 其它职称
「总书记」英文翻譯為「General Secretary」，而「General Secretary」於非政黨機構通常譯為「秘書長」或「總幹事」，但為了與政黨職務區分多稱Secretary General。朝鮮民主主義人民共和國、越南一般稱政黨的總書記職務為「書記長」或「總秘書」（朝鲜语：／；越南语：／）。

## 列表

### 非一党执政国家
- 由于资料繁多，下表未能尽录：

(粗体者为现任国家元首或政府首脑。）
| 所属国家       | 职务名称                       | 现任领袖            |
| -------------- | ------------------------------ | ------------------- |
| 法國           | 社会党第一书记                 | 哈勒姆·德兹尔       |
| 法國           | 共产党全国书记                 | 法比安·鲁塞尔       |
| 英国           | 工党总书记                     | 伊安·麦克尼科       |
| 德国           | 社会民主党总书记               | 凯特丽娜·巴尔利     |
| 義大利         | 民主党书记                     | 毛里齐奥·马第那     |
|                | 工黨全国书记                   | 诺亚·卡洛           |
| 新西兰         | 工黨总书记                     | 安德鲁·柯顿         |
| 爱尔兰         | 工党总书记                     | 布莱恩·麦克道尔     |
| 俄羅斯         | 联邦共產黨第一书记             | 根纳季·久加诺夫     |
| 美国           | 民主党书记                     | 杰生·雷             |
| 西班牙         | 工人社會黨总书记               | 佩德罗·桑切斯       |
| 葡萄牙         | 社会党秘书长                   | 安东尼奥·科斯塔     |
| 马来西亚       | 民主行动党秘书长               | 陸兆福              |
| 大韓民國       | 共同民主党事务局长             | 尹昊重              |
| 蒙古国         | 蒙古人民党中央委员会总书记     | 贡布扎布·赞达沙塔尔 |
| 刚果共和国     | 刚果劳动党中央委员会总书记     | 皮埃尔·恩戈洛       |
| 賽普勒斯       | 劳动人民进步党总书记           | 安德罗斯·基普里亚努 |
| 南非           | 南非共产党总书记               | 布莱德·恩齐曼德     |
| 委內瑞拉       | 委内瑞拉共产党总书记           | 奥斯卡·菲格罗阿     |
| 印度           | 印度共产党总书记               | 多赖瑟米·拉贾       |
| 印度           | 印度共产党（马克思主义）总书记 | 西塔拉姆·亚秋里     |
| 緬甸聯邦共和國 | 佤邦联合党总书记               | 鲍有祥              |
| 緬甸聯邦共和國 | 缅甸民族正义党总书记           | 彭德仁              |

### 国际组织
| 国际组织   | 政治组织                     | 职务名称     | 现任领袖          |
| ---------- | ---------------------------- | ------------ | ----------------- |
| 欧盟       | 社会主义者和民主人士进步联盟 | 秘书长       | 安娜·哥伦布       |
| 联合国     | 联合国                       | 联合国秘书长 | 安东尼奥·古特雷斯 |
| 社会党国际 | 社会党国际                   | 秘书长       | 路易士·阿亚拉     |

### 一党执政社会主义国家和未被普遍承认的国家

#### 现存
| 肖像               | 现任姓名             | 职务名称                                              | 所属国家       | 任期开始                                                                       | 其他职称 |
| 广泛承认的国家     | 广泛承认的国家       | 广泛承认的国家                                        | 广泛承认的国家 | 广泛承认的国家                                                                 | 广泛承认的国家                                                                                                  |
| ------------------ | -------------------- | ----------------------------------------------------- | -------------- | ------------------------------------------------------------------------------ | --- |
|                    | 习近平               | 中国共产党中央委员会总书记                            | 中华人民共和国 | 2012年11月15日起                                                               | 中央执行委员会委员长 （1922年-1925年） 中央委员会主席 （1945年-1982年）                                         |
|                    | 蘇林                 | 越南共产党中央委员会总书记 （越南语：／）             | 越南           | 2024年8月3日起                                                                 | 中央委员会主席 （1951年-1969年） 中央委员会第一书记 （1951年-1976年）                                           |
|                    | 米格尔·迪亚斯-卡内尔 | 古巴共产党中央委员会第一书记                          | 古巴           | 2021年4月19日                                                                  | 古巴共和国主席                                                                                                  |
|                    | 通伦·西苏里          | 老挝人民革命党中央委员会总书记                        |                | 2020年1月15日                                                                  | 中央委员会主席 （1991年-2006年）                                                                                |
|                    | 金正恩               | 朝鲜劳动党总书记 ：／                                 |                | 2012年4月11日起担任第一书记 2016年5月9日起就任委员长 2021年1月10日起就任总书记 | 中央委员会委员长 （1946年-1966年） 总书记 （1966年-2011年） 第一书记 （2012年-2016年） 委员长 （2016年-2021年） |
| 未被普遍承认的国家 |                      |                                                       |                |                                                                                | |
|                    | 卜拉欣·加利 ‎         | 萨基亚阿姆拉和里奥德奥罗人民解放阵线中央委员会总书记 ‎ |                | 2016年7月9日起担任总书记 2016年7月9日起就任总统                                | |

#### 过去
- 由于资料繁多，下表未能尽录：

| 肖像 | 知名领袖                   | 职务名称                                              | 职务终结                            | 所属国家                     | 国家元首职称                      |
| ---- | -------------------------- | ----------------------------------------------------- | ----------------------------------- | ---------------------------- | --------------------------------- |
|      | 列昂尼德·伊里奇·布里茲涅夫 | 苏联共产党中央委员会总书记                            | 1991年8月24日                       | 苏联                         | 苏联最高苏维埃主席团主席 苏联总统 |
|      | 恩维尔·霍查                | 阿尔巴尼亚劳动党中央委员会第一书记                    | 1991年5月4日                        | 阿爾巴尼亞社會主義人民共和國 | 人民议会主席团主席                |
|      | 阿里·纳赛尔                | 也门社会党中央委员会总书记                            | 1990年5月22日                       | 南也門                       | 最高人民委员会主席团主席          |
|      | 姜巴·巴特蒙赫              | 蒙古人民革命党中央委员会总书记                        | 1990年4月10日                       | 蒙古人民共和国               | 大人民呼拉尔主席团主席            |
|      | 穆罕默德·西亚德·巴雷       | 索马里革命社会主义党中央委员会总书记                  | 1991年1月27日                       | 索马里民主共和国             | 索马里总统                        |
|      | 马蒂厄·克雷库              | 贝宁人民革命党中央委员会主席                          | 1990年3月1日                        |                              | 贝宁总统                          |
|      | 米奇斯瓦夫·拉科夫斯基      | 波兰统一工人党中央委员会第一书记                      | 1990年1月29日                       | 波蘭人民共和國               | 国务委员会主席                    |
|      | 佩特尔·姆拉德诺夫          | 保加利亚共产党中央委员会总书记                        | 1990年1月15日                       | 保加利亞人民共和國           | 国务委员会主席                    |
|      | 尼古拉·齐奥塞斯库          | 罗马尼亚共产党中央委员会总书记                        | 1989年12月22日                      | 罗马尼亚社会主义共和国       | 国务委员会主席 总统               |
|      | 古斯塔夫·胡萨克            | 捷克斯洛伐克共产党中央委员会总书记                    | 1989年12月20日                      | 捷克斯洛伐克                 | 捷克斯洛伐克总统                  |
|      | 埃贡·克伦茨                | 德国统一社会党中央委员会总书记                        | 1989年12月3日                       | 东德                         | 国务委员会主席                    |
|      | 海尔·马里亚姆·门格斯图     | 埃塞俄比亚工人党总书记                                | 1991年5月21日                       | 衣索比亞人民民主共和國       | 埃塞俄比亚总统                    |
|      | 卡达尔·亚诺什              | 匈牙利社会主义工人党中央委员会总书记                  | 1989年10月7日                       | 匈牙利人民共和国             | 匈牙利总统                        |
|      | 约瑟普·布罗兹·铁托         | 南斯拉夫共产主义者联盟主席团主席                      | 1990年6月30日                       | 南斯拉夫社會主義聯邦共和國   | 总统 主席团主席                   |
|      | 波尔布特                   | 柬埔寨共产党中央委员会总书记                          | 1981年12月8日                       | 民主柬埔寨                   | 国家主席团主席                    |
|      | 穆罕默德·纳吉布拉          | 阿富汗人民民主党中央委员会总书记                      | 1992年4月16日                       | 阿富汗民主共和国             | 革命委员会主席团主席              |
|      | 金日成                     | 朝鲜劳动党中央委员会总书记 朝鲜劳动党中央委员会委员长 | 1994年7月8日                        |                              | 国家主席                          |
|      | 金正日                     | 朝鲜劳动党总书记 （朝鲜劳动党永远的总书记）           | 2011年12月17日（实际） 至今（党章） |                              | 最高人民会议常任委员会委员长      |

## 兼任职务
| 政党                 | 政党领袖                              | 政党职务                                                             | 国家职务                                                         | 军事职务                                 | 所属国家                     |
| 现存社会主义国家     | 现存社会主义国家                      | 现存社会主义国家                                                     | 现存社会主义国家                                                 | 现存社会主义国家                         | 现存社会主义国家             |
| -------------------- | ------------------------------------- | -------------------------------------------------------------------- | ---------------------------------------------------------------- | ---------------------------------------- | ---------------------------- |
| 中国共产党           | 中国共产党 中央委员会总书记           | 中国共产党中央政治局常委 中国共产党中央军事委员会主席                | 中华人民共和国主席 中华人民共和国中央军事委员会主席              | 中央军事委员会联合作战指挥中心总指挥     | 中华人民共和国               |
| 朝鲜劳动党           | 朝鲜劳动党总书记                      | 朝鲜劳动党中央政治局常委 朝鲜劳动党中央军事委员会委员长              | 朝鲜国务委员会委员长                                             | 朝鲜民主主义人民共和国武装力量最高司令官 |                              |
| 越南共产党           | 越南共产党 中央委员会总书记           | 越南共产党中央政治局委员 中央军事委员会书记 越南共产党中央书记处书记 | 越南社会主义共和国主席                                           |                                          | 越南                         |
| 古巴共产党           | 古巴共产党 中央委员会第一书记         | 古巴共产党中央政治局委员                                             | 古巴国务委员会主席 古巴部长会议主席 (2019年之前)                 | 古巴革命武装力量总司令                   | 古巴                         |
| 老挝人民革命党       | 老挝人民革命党 中央委员会总书记       | 老挝人民革命党中央政治局委员 党中央国防与治安委员会主席              | 以前：老挝政府总理 现在：老挝国家主席                            |                                          |                              |
| 历史上社会主义国家   |                                       |                                                                      |                                                                  |                                          |                              |
| 苏联共产党           | 苏联共产党 中央委员会总书记           | 苏联共产党中央政治局委员                                             | 前期：苏联部长会议主席 后期：最高苏维埃主席团主席 末期：苏联总统 | 二战：苏联国防委员会主席                 | 苏联                         |
| 阿尔巴尼亚劳动党     | 阿尔巴尼亚劳动党 第一书记             | 中央政治局委员                                                       | 国防委员会主席                                                   | 武装力量总司令                           | 阿爾巴尼亞社會主義人民共和國 |
| 捷克斯洛伐克共产党   | 捷克斯洛伐克共产党 中央委员会总书记   | 中央政治局委员                                                       | 部长会议主席                                                     | 武装力量总司令                           | 捷克斯洛伐克                 |
| 匈牙利劳动人民党     | 匈牙利劳动人民党 中央委员会总书记     | 中央政治局委员                                                       | 部长会议主席                                                     | 武装力量总司令                           | 匈牙利人民共和国             |
| 匈牙利社会主义工人党 | 匈牙利社会主义工人党 中央委员会总书记 | 中央政治局委员                                                       | 部长会议主席                                                     | 武装力量总司令                           | 匈牙利人民共和国             |
| 罗马尼亚共产党       | 罗马尼亚共产党 中央委员会总书记       | 中央政治局委员                                                       | 前期：国务委员会主席 后期：罗马尼亚总统                          | 武装部队最高统帅 爱国卫队总司令          | 罗马尼亚社会主义共和国       |
| 德國統一社會黨       | 德国统一社会党 中央委员会总书记       | 中央政治局委员                                                       | 国务委员会主席 国防委员会主席                                    |                                          | 东德                         |
| 柬埔寨共产党         | 柬埔寨共产党 中央委员会总书记         | 中央政治局委员                                                       | 柬埔寨政府总理                                                   | 民主柬埔寨国民军总司令                   | 民主柬埔寨                   |
| 波兰统一工人党       | 波兰统一工人党 中央委员会第一书记     | 中央政治局委员                                                       | 波兰人民共和国总统 波兰国务委员会主席                            |                                          | 波蘭人民共和國               |
| 捷克斯洛伐克共产党   | 捷克斯洛伐克共产党 中央委员会总书记   | 中央政治局委员                                                       | 捷克斯洛伐克社会主义共和国总统                                   | 武装力量总司令                           | 捷克斯洛伐克                 |
| 蒙古人民革命党       | 蒙古人民革命党中央委员会总书记        | 中央政治局委员                                                       | 蒙古人民共和国部长会议主席 大人民呼拉尔主席团主席                | 蒙古人民军总司令                         | 蒙古人民共和国               |

## 参見
- 书记
- 秘書
- 秘書長
- 獨裁者
- 政党领袖
- 最高領導人
- 全国领导